# Nuoto ai campionati europei di nuoto 2014 - 50 metri farfalla femminili
La gara dei 50 metri farfalla femminili degli Europei 2014 si è svolta il 18-19 agosto. Le qualifiche per la semifinale si sono svolte la mattina del 18 agosto 2014, mentre la semifinale si è svolta la sera dello stesso giorno. La finale, invece, si è svolta la sera del 19 agosto 2014.

## Medaglie
| Posizione | Atleta            | Paese       |
| --------- | ----------------- | ----------- |
| Oro       | Sarah Sjöström    | Svezia      |
| Argento   | Jeanette Ottesen  | Danimarca   |
| Bronzo    | Francesca Halsall | Regno Unito |

## Record
Prima della manifestazione il record del mondo (RM), il record europeo (EU) e il record dei campionati (RC) erano i seguenti.
| Record mondiale       | 24"43 | Sarah Sjöström Svezia    | 5 luglio 2014 Borås, Svezia      |
| Record europeo        | 24"43 | Sarah Sjöström Svezia    | 5 luglio 2014 Borås, Svezia      |
| Record dei campionati | 25"50 | Therese Alshammar Svezia | 9 agosto 2010 Budapest, Ungheria |

Durante la competizione sono stati migliorati i seguenti record:
| Data      | Evento        | Atleta         | Nazione | Tempo | Record                |
| --------- | ------------- | -------------- | ------- | ----- | --------------------- |
| 18 agosto | 2ª semifinale | Sarah Sjöström | Svezia  | 24"87 | Record dei campionati |

## Risultati

### Batterie
| Pos. | Batteria | Corsia | Atleta               | Nazionalità          | Tempo | Note |
| ---- | -------- | ------ | -------------------- | -------------------- | ----- | ---- |
| 1    | 4        | 4      | Sarah Sjöström       | Svezia               | 25"12 | Q    |
| 2    | 2        | 4      | Jeanette Ottesen     | Danimarca            | 25"64 | Q    |
| 3    | 4        | 5      | Inge Dekker          | Paesi Bassi          | 25"71 | Q    |
| 4    | 3        | 4      | Francesca Halsall    | Regno Unito          | 26"06 | Q    |
| 5    | 3        | 6      | Kimberly Buys        | Belgio               | 26"10 | Q    |
| 6    | 4        | 3      | Silvia Di Pietro     | Italia               | 26"13 | Q    |
| 7    | 2        | 5      | Therese Alshammar    | Svezia               | 26"15 | Q    |
| 8    | 2        | 3      | Elena Gemo           | Italia               | 26"28 | Q    |
| 9    | 3        | 5      | Mélanie Henique      | Francia              | 26"36 | Q    |
| 10   | 4        | 2      | Marie Wattel         | Francia              | 26"52 | Q    |
| 11   | 4        | 1      | Amit Ivry            | Israele              | 26"54 | Q    |
| 12   | 4        | 6      | Anna Santamans       | Francia              | 26"55 | Q    |
| 13   | 2        | 2      | Anna Dowgiert        | Polonia              | 26"60 | Q    |
| 14   | 3        | 2      | Aleksandra Urbańczyk | Polonia              | 26"85 | Q    |
| 15   | 3        | 3      | Svetlana Čimrova     | Russia               | 26"88 | Q    |
| 16   | 2        | 6      | Beryl Gastaldello    | Francia              | 26"93 | Q    |
| 17   | 3        | 8      | Katarína Listopadová | Slovacchia           | 26"95 |      |
| 18   | 4        | 7      | Ilaria Bianchi       | Italia               | 27"01 |      |
| 19   | 2        | 7      | Sviatlana Khakhlova  | Bielorussia          | 27"03 |      |
| 20   | 2        | 1      | Kristel Vourna       | Grecia               | 27"07 |      |
| 21   | 3        | 7      | Elena di Liddo       | Italia               | 27"09 |      |
| 22   | 3        | 1      | Jemma Lowe           | Regno Unito          | 27"21 |      |
| 23   | 4        | 0      | Danielle Villars     | Svizzera             | 27"23 |      |
| 24   | 1        | 8      | Darya Stepanyuk      | Ucraina              | 27"27 |      |
| 25   | 3        | 0      | Lisa Zaiser          | Austria              | 27"29 |      |
| 26   | 2        | 0      | Anna Kolárová        | Rep. Ceca            | 27"52 |      |
| 27   | 4        | 8      | Marija Kameneva      | Russia               | 27"54 |      |
| 28   | 1        | 4      | Keren Siebner        | Israele              | 27"60 |      |
| 29   | 3        | 9      | Lyubov Korol         | Ucraina              | 27"63 |      |
| 30   | 1        | 5      | Mimosa Jallow        | Finlandia            | 27"65 |      |
| 31   | 2        | 9      | Johanna Silventoinen | Finlandia            | 27"67 |      |
| 32   | 1        | 3      | Tess Grossmann       | Estonia              | 27"95 |      |
| 33   | 1        | 2      | Ingibjörg Jónsdóttir | Islanda              | 28"12 |      |
| 34   | 2        | 8      | Ezgi Yazici          | Turchia              | 28"17 |      |
| 35   | 1        | 7      | Amina Kajtaz         | Bosnia ed Erzegovina | 28"57 |      |
| 36   | 4        | 9      | Caroline Pilhatsch   | Austria              | 28"80 |      |
| 37   | 1        | 6      | Katarina Simonović   | Serbia               | 28"81 |      |
| 38   | 1        | 1      | Katharina Egger      | Austria              | 29"05 |      |

### Semifinali

#### Semifinali 1
| Pos. | Corsia | Atleta              | Nazionalità | Tempo | Note |
| ---- | ------ | ------------------- | ----------- | ----- | ---- |
| 1    | 4      | Jeanette Ottesen    | Danimarca   | 25"43 | Q    |
| 2    | 5      | Francesca Halsall   | Regno Unito | 25"67 | Q    |
| 3    | 3      | Silvia Di Pietro    | Italia      | 25"90 | q    |
| 4    | 6      | Elena Gemo          | Italia      | 26"39 |      |
| 5    | 1      | Svetlana Čimrova    | Russia      | 26"62 |      |
| 6    | 2      | Marie Wattel        | Francia     | 26"68 |      |
| 7    | 7      | Anna Dowgiert       | Polonia     | 26"78 |      |
| 8    | 8      | Sviatlana Khakhlova | Bielorussia | 26"99 |      |

#### Semifinali 2
| Pos. | Corsia | Atleta               | Nazionalità | Tempo | Note |
| ---- | ------ | -------------------- | ----------- | ----- | ---- |
| 1    | 4      | Sarah Sjöström       | Svezia      | 24"87 | Q,   |
| 2    | 5      | Inge Dekker          | Paesi Bassi | 25"84 | Q    |
| 3    | 3      | Kimberly Buys        | Belgio      | 26"16 | q    |
| 4    | 6      | Therese Alshammar    | Svezia      | 26"17 | q    |
| 5    | 2      | Mélanie Henique      | Francia     | 26"31 | q    |
| 6    | 7      | Amit Ivry            | Israele     | 26"39 |      |
| 7    | 1      | Aleksandra Urbańczyk | Polonia     | 26"75 |      |
| 8    | 8      | Katarína Listopadová | Slovacchia  | 26"83 |      |

#### Spareggio
| Pos. | Corsia | Atleta     | Nazionalità | Tempo | Note |
| ---- | ------ | ---------- | ----------- | ----- | ---- |
| 1    | 4      | Amit Ivry  | Israele     | 26"13 | q    |
| 2    | 5      | Elena Gemo | Italia      | 26"48 |      |

### Finale
| Pos. | Corsia | Atleta            | Nazionalità | Tempo | Note |
| ---- | ------ | ----------------- | ----------- | ----- | ---- |
|      | 4      | Sarah Sjöström    | Svezia      | 24"98 |      |
|      | 5      | Jeanette Ottesen  | Danimarca   | 25"34 |      |
|      | 3      | Francesca Halsall | Regno Unito | 25"39 |      |
| 4    | 6      | Inge Dekker       | Paesi Bassi | 25"75 |      |
| 5    | 2      | Silvia Di Pietro  | Italia      | 25"78 |      |
| 6    | 1      | Therese Alshammar | Svezia      | 26"10 |      |
| 7    | 8      | Mélanie Henique   | Francia     | 26"25 |      |
| 8    | 7      | Kimberly Buys     | Belgio      | 26"29 |      |